# Rubén Álvarez Hoyos
Rubén Álvarez Hoyos (10 de mayo de 1976, Oviedo, España) es un remero asturiano que ha participado en dos ocasiones en los Juegos Olímpicos.
En los Juegos Olímpicos de Sídney 2000 obtuvo el noveno puesto en el doble scull peso ligero y en los Juegos Olímpicos de Atenas 2004 obtuvo diploma olímpico tras finalizar en el octavo puesto. En los Juegos Mediterráneos de 2001 ganó la medalla de bronce en la misma especialidad.